# Saltwater Lagoon
Die Saltwater Lagoon ist eine Lagune in der Region West Coast auf der Südinsel von Neuseeland.

## Geographie
Die Saltwater Lagoon befindet sich rund 62 km südwestlich von Hokitika und rund 34 km nordnordöstlich des kleinen Ortes Franz Josef/Waiau, von dem aus der Franz Josef Glacier zugänglich ist. Etwa 14 km östlich liegt Harihari. Die Lagune, die vollständig dem Wechsel der Gezeiten unterliegt, besitzt eine Flächenausdehnung von rund 7,9 km² und erstreckt sich über eine Länge von rund 5,3 km in Südwest-Nordost-Richtung. Die Breite der Lagune kann mit rund 3 km in Nordwest-Südost-Richtung bemessen werden.
Im östlichen Drittel der Lagune ragt die schmale und rund 1,85 km lange Halbinsel Mermaid Peninsula in das Gewässer hinein. Der einzige nennenswerte Zufluss der Lagune erfolgt über den Minnow Creek und der Zugang zur Tasmansee erfolgt über den Saltwater Creek am nordöstlichen Ende der Landzunge, die die Lagune vom Meer trennt.